# Breathe Out, Breathe In
Breathe Out, Breathe In je šesté studiové album skupiny The Zombies. Album vyšlo 9. května 2011 u Red House Records.

## Seznam skladeb
| Pořadí | Název                   | Autor          | Délka |
| ------ | ----------------------- | -------------- | ----- |
| 1.     | Breathe Out, Breathe In | Argent         | —     |
| 2.     | Any Other Way           | Bluntstone     | —     |
| 3.     | Play It for Real        | Argent         | —     |
| 4.     | Shine on Sunshine       | Argent, White  | —     |
| 5.     | Show Me The Way         | Argent         | —     |
| 6.     | A Moment in Time"       | Argent, Toomey | —     |
| 7.     | Christmas for the Free  | Argent, White  | —     |
| 8.     | Another Day             | Argent         | —     |
| 9.     | I Do Believe            | Argent         | —     |
| 10.    | Let It Go               | Argent         | —     |